# Батьки (село)
Батьки́ — село в Україні, в Опішнянській селищній громаді Полтавського району Полтавської області. Населення становить 742 осіб.

## Географія

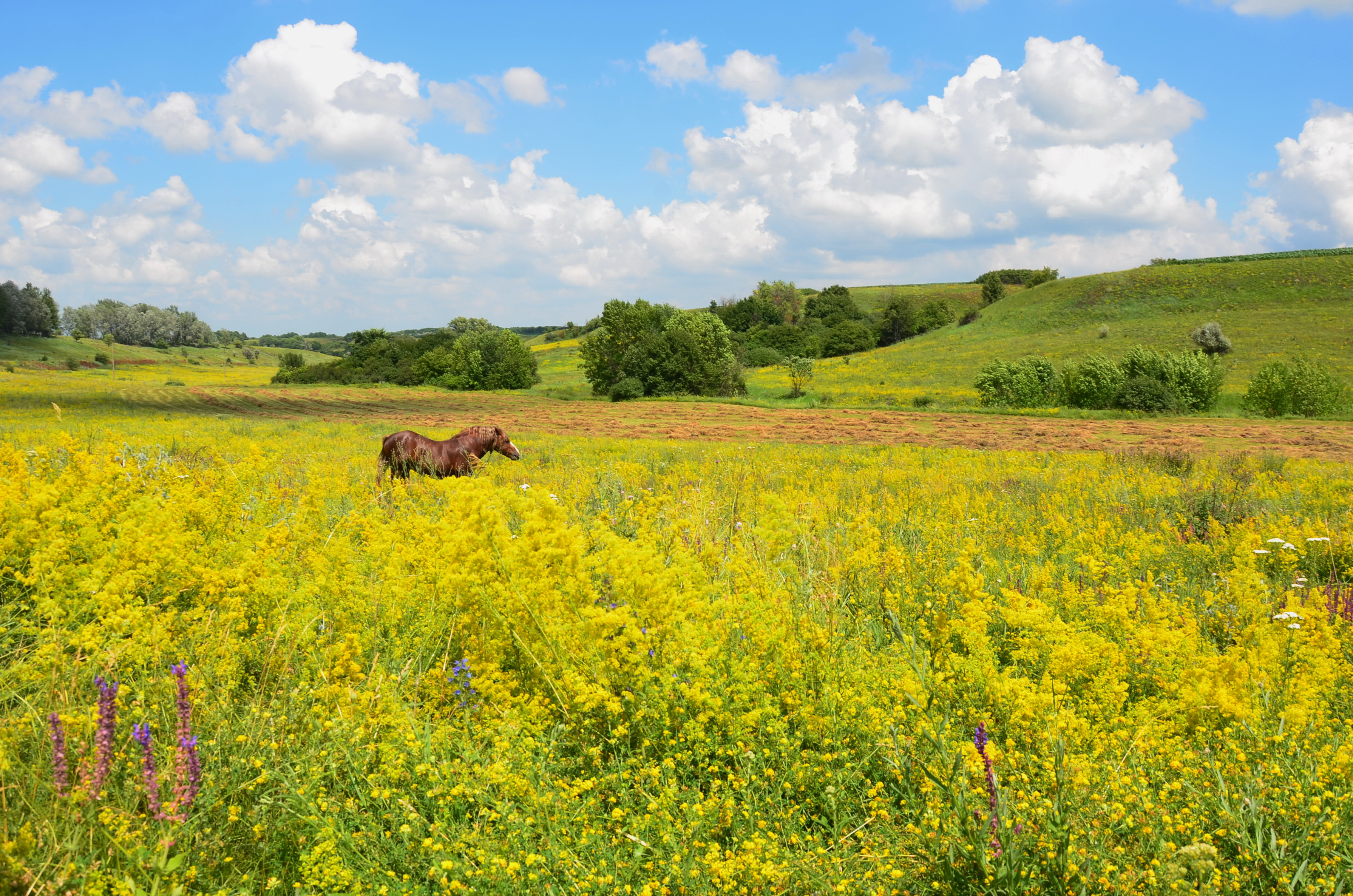
Долина на околиці села Батьки

Село Батьки прилягає до села Драни, на відстані 1 км розташоване село Лазьки. Біля села розташований ландшафтний заказник «Батьки».

## Історія
Відоме із XVIII століття. За Гетьманщини село входило до Опішнянської сотні.
1855 року була збудована дерев'яна Покровська церква.
За переписом 1885 року нараховувалось 515 господарств, 2100 жителів, церковно-парафіальна школа, 3 маслобійні заводи.
1900 року Батьки перейшли до складу Заїчинської волості. На початку XX століття в селі проживало понад 3 000 осіб. Щонеділі влаштовувався базар, тричі на рік — ярмарок. У селі нараховувалось 25 млинів, декілька маслоробних закладів. Діяла земська та церковно-парафіяльна школи (4 класи, 60-65 учнів).
Радянська окупація розпочалась в січні 1918 року.
За переписом 1926 року — Батьки — центр Батьківської сільської ради Опішнянського району Полтавської округи.
Від голодомору 1932—1933 років померло 300 осіб. Репресовано в 1937—1939 роках 10 мешканців.
Село перебувало в німецькій окупації протягом вересня 1941-вересня 1943 років. Тоді загинуло 320 односельців. Жителі Батьків мали зв'язок з партизанами. Г. М. Авраменко очолив групу партизанський рух. Його група влилась в лави Червоної Армії

## Населення
| Рік  | Дворів | Жителів |
| ---- | ------ | ------- |
| 1863 | 370    | 2901    |
| 1900 | 773    | 3656    |
| 1926 | 661    | 3130    |
| 1990 |        | 928     |
| 2001 |        | 742     |

Згідно з переписом УРСР 1989 року чисельність наявного населення села становила 938 осіб, з яких 372 чоловіки та 566 жінок.
За переписом населення України 2001 року в селі мешкали 742 особи.

### Мова
Розподіл населення за рідною мовою за даними перепису 2001 року:
| Мова       | Відсоток |
| ---------- | -------- |
| українська | 96,77 %  |
| російська  | 2,43 %   |
| білоруська | 0,27 %   |
| інші       | 0,53 %   |

## Архітектура
- Покровська церква (1855 рік).

У селі встановлено такі пам'ятники:
- Карлу Марксу (1967 рік);
- на братській могилі радянським воїнам-односельчанам (1959 рік);
- Меморіальний комплекс воїнам-односельцям, полеглим на фронтах Великої Вітчизняної війни (1987 рік).

## Інфраструктура
У селі знаходяться:
- амбулаторія;
- дитячий садок «Сонечко» (на 40 місць);
- Будинок культури (370 місць);
- бібліотека (понад 10,9 фондів зберігання).

## Економіка
У селі знаходяться такі підприємства:
- СГК «Батьки»
- ТОВ «Агро-Ера»
- ТОВ «Смачний хліб»
- ПП «Скіф»
- ТОВ «Агрофірма „Батьки“»
- ПП «Житник»

## Відомі люди
- Омельченко Антон Лукич (1883—1932) — український дослідник Антарктиди учасник британської експедиції Роберта Скотта, член Королівського географічного товариства.
- Базилевський Володимир (19 червня 1903 — 22 грудня 1997, Нью-Йорк) — церковний діяч української діаспори у США. Настоятель православного кафедрального собору в Нью-Йорку (1976—1997). Голова Ділового комітету полтавського земляцтва в Нью-Йорку.

## Також
- Перелік населених пунктів, що постраждали від Голодомору 1932-1933, Полтавська область